# Coppa dei Balcani 1990-1991
La Coppa dei Balcani per club 1990-1991 è stata la venticinquesima edizione della Coppa dei Balcani, la competizione per squadre di club della penisola balcanica e Turchia.
È stata vinta dai romeni dell'Inter Sibiu, al loro primo titolo.

## Squadre partecipanti
| Squadra           | Stagione 1989-90                      |
| ----------------- | ------------------------------------- |
| 17 Nëntori Tirana | 4º in Albania                         |
| FK Etăr           | 3º in Bulgaria                        |
| OFI Creta         | 6º in Grecia. Detentore Coppa Balcani |
| Budućnost         | 10º in Jugoslavia                     |
| Inter Sibiu       | 6º in Romania                         |
| Galatasaray       | 4º in Turchia                         |

## Primo turno
| Squadra 1         | Totale | Squadra 2 | Andata | Ritorno |
| ----------------- | ------ | --------- | ------ | ------- |
| 17 Nëntori Tirana | 1–2    | Budućnost | 0–0    | 1–2     |
| FK Etăr           | 1–2    | OFI Creta | 0–0    | 1–2     |
| Inter Sibiu       | —      | —         | —      | —       |
| Galatasaray       | —      | —         | —      | —       |

### Andata
| Tirana 19 settembre 1990 | 17 Nëntori Tirana | 0 – 0 | Budućnost | Stadiumi Dinamo |

| Veliko Tărnovo 19 settembre 1990 | FK Etăr | 0 – 0 | OFI Creta | Stadion Ivaylo |

### Ritorno
| Candia 2 ottobre 1990 | OFI Creta | 2 – 1 | FK Etăr | Stadio Theodoros Vardinogiannis |

| Titograd 2 ottobre 1990                      | Budućnost | 2 – 1    | 17 Nëntori Tirana | Stadion Pod Goricom |
| \| \| \| \| \| ? \| Marcatori \| 36’ Kola \| |           |          |                   |                     |
|                                              |           |          |                   |                     |
| ?                                            | Marcatori | 36’ Kola |                   |                     |

## Semifinali
| Squadra 1 | Totale    | Squadra 2   | Andata | Ritorno |
| --------- | --------- | ----------- | ------ | ------- |
| OFI Creta | 2–2 (gfc) | Inter Sibiu | 2–1    | 0–1     |
| Budućnost | 1–1 (gfc) | Galatasaray | 0–0    | 1–1     |

### Andata
| Titograd 23 ottobre 1990, ore 15:00 | Budućnost | 0 – 0 | Galatasaray | Stadion Pod Goricom |

| Candia 24 ottobre 1990 | OFI Creta | 2 – 1 | Inter Sibiu | Stadio Theodoros Vardinogiannis |

### Ritorno
| Istanbul 6 novembre 1990, ore 18:30                        | Galatasaray | 1 – 1        | Budućnost | Stadio Ali Sami Yen |
| \| \| \| \| \| Yücedağ 53’ \| Marcatori \| 74’ Batrović \| |             |              |           |                     |
|                                                            |             |              |           |                     |
| Yücedağ 53’                                                | Marcatori   | 74’ Batrović |           |                     |

| Sibiu 6 novembre 1990 | Inter Sibiu | 1 – 0 | OFI Creta | Stadionul Inter |

## Finale
| Squadra 1 | Totale | Squadra 2   | Andata | Ritorno   |
| --------- | ------ | ----------- | ------ | --------- |
| Budućnost | 0–1    | Inter Sibiu | 0–0    | 0–1 (dts) |

### Andata
| Arbitro: | Vutsaras Maletios (Grecia) |

| |            |                                                                                      |
| D. Leković Ćalov Tatar M. Božović Miročević Saveljić Mijović B. Brnović A. Drobnjak Dmitrović Šćepanović | Formazioni | Blid Cotora Munteanu Mihali Cioroianu Stănescu Zamfir Zotincă Burchel Jurča Mărgărit |

### Ritorno
| Arbitro: | Dimitar Dimitrov (Bulgaria) |

| |            | |
| Laurenţiu 105’ | Marcatori  | |
| Blid Cotora Mihali Cioroianu Laurenţiu Banuta Jurča Mărgărit D. Munteanu (119' Boar) C. Zamfir (86' Burchel) Vasîi | Formazioni | S. Petrović Mirotić Saveljić Miročević Ćalov Perović (91' Tuzović) Mandić Dmitrović Šćepanović (64' Trnevski) Božović Dragaš |